# Eddy Martín
Antonio Eddy Martín Sánchez (más conocido como Eddy Martín) fue un periodista cubano. nació en la provincia de Ciego de Ávila, Cuba, el 14 de junio de 1929. Se inició en el periodismo en la cadena CMJH, en la locución de un noticiero deportivo.
Por el 1947 comenzó a publicar sus primeros artículos en la prensa escrita. En 1948 empezó a trabajar en La Habana como narrador deportivo. Estuvo dos veces en prisión durante la dictadura de Fulgencio Batista.
Después del triunfo revolucionario trabajó como colaborador en varios periódicos, publicó diversos artículos para diferentes revistas de país y trabajó como narrador en las transmisiones deportivas para la radio y la televisión cubanas. También escribió en publicaciones literarias de gran interés.
Como periodista dio cobertura a numerosos eventos nacionales e internacionales, deportivos y de cualquier otra índole.
Fue condecorado en varias ocasiones; por ejemplo, recibió el Premio Nacional de Periodismo José Martí, la Distinción por la Cultura Nacional, las réplicas del Machete de Máximo Gómez y del Machete de Serafín Sánchez y la condición de Héroe Nacional del Trabajo.
Falleció el 15 de agosto de 2006 a los 77 años, tras un trágico accidente del cual no logró recuperarse. Fue considerado el "decano" de las narraciones cubanas durante varias décadas.